# Fiesta del Renacimiento
La Fiesta del Renacimiento (en catalán Festa del Renaixement) de Tortosa (Tarragona,  España). Se celebra desde 1996 y ostenta el reconocimiento de haber sido declarada Fiesta de Interés Turístico Nacional y Fiesta de Interés Turístico de Cataluña.
Decenas de actores y espectáculos, centenares de ciudadanos y comerciantes vestidos de época y las tabernas llenan las calles y las plazas del núcleo antiguo de fiesta, música, alegría y color durante 4 días de la segunda quincena de julio.
Con el subtítulo El Esplendor de una ciudad en el siglo XVI, la Fiesta rememora, a través de una amplia oferta de actividades de tipo lúdico y cultural, el período histórico del siglo XVI, uno de los momentos más interesantes de la ciudad.
Su esplendor se presenta en toda su magnificencia en el Desfile y Parada de Armas en honor de las banderas de la Veguería de Tortosa y de la ciudad, en la que participan: el gobierno de la ciudad, las milicias de defensa, los representantes de los barrios y los oficios, los comerciantes y mercaderes, la ciudadanía, los cómicos y comediantes llegados de todas partes para la celebración.
La ciudad adorna las calles y las fachadas de sus casas con vegetación, alfombras y tapices, antorchas y luminarias invitando a todos los visitantes a salir a la calle y a participar en los actos y ceremonias activamente. 
Anualmente los restauradores y pasteleros recuperan recetas centenarias que ofrecen a los comensales. Durante la fiesta la gastronomía bajo medieval y renacentista es presente en todo momento, tanto en los restaurantes que participan en el Mengeu de Festa como en los hornos y pastelerías que elaboran las Llepolies de la Festa (Las golosinas de la Fiesta). En las tabernas de la "Ruta de la Saboga" se recrean espacios de encuentro de una tipología más popular.
Monumentos como la Catedral de Tortosa, los palacios (episcopal, Despuig, Oriol, Capmany…), el conjunto renacentista de los Reales Colegios, el Castillo de San Juan -o de la Zuda- y el recinto fortificado, o el barrio antiguo recobran su protagonismo y presiden los festejos.